# Mariansabellaria norvegica
Mariansabellaria norvegica är en ringmaskart som först beskrevs av Strømgren 1971.  I den svenska databasen Dyntaxa används istället namnet Phalacrostemma norvegicum. Enligt Catalogue of Life ingår Mariansabellaria norvegica i släktet Mariansabellaria och familjen Sabellariidae, men enligt Dyntaxa är tillhörigheten istället släktet Phalacrostemma och familjen Sabellariidae. Arten har ej påträffats i Sverige. Inga underarter finns listade i Catalogue of Life.